# Заставнівський район
Заста́внівський райо́н — колишня адміністративно-територіальна одиниця Чернівецької області України. Площа — 617,7 км². Районний центр — місто Заставна. У районі на 1 лютого 2012 року проживало 51 211 осіб.
17 липня 2020 року район було ліквідовано внаслідок адміністративно-територіальної реформи, а його територія відійшла до новоутвореного Чернівецького району.

## Географія
Заставнінський район розташований в північній частині Чернівецької області.
На півночі, по річці Дністер межує із Заліщицьким та Борщівським районами Тернопільської області, на північному заході з Кіцманським районом, на півдні з Чернівцями, на південному сході — з Новоселицьким, на сході — з Хотинським районами Чернівецької області.
Район прилягає до Дністра і є частиною Дністровсько-Прутського межиріччя. На сході в'ється Дністер, від Баламутівського Таборища Ржавенськими, Добринівськими і Шерівецькими лісами піднімається Хотинська височина, а на ній найвища позначка рівнинної частини України — гора Берда (515 м над рівнем моря). У більшості рівнинні чорноземи чергуються мальовничими краєвидами і джерельними струмками, які мають лікувальні властивості.
Район багатий будівельними матеріалами. Є поклади чистого кварцового піску у с. Вікні, Погорілівці, Миткові, Онуті, у Чорному Потоці і Баламутівці. Ще до Другої світової війни в цих селах були копальні для видобутку піску, який залізничним транспортом вивозили в Південну Буковину (Путна), для виробництва скла. В наш час використовують для різноманітного житлового і господарського виробництва.
Район розташований в зоні лісостепу.

## Історія
Заставнівський район утворено 11 листопада 1940 року (у сучасних межах — 4 січня 1965 року).
Розкопки на території району свідчать про — залишок трипільської культури (IV-ІІІ тисячоліття до нашої ери). Найдавніші письмові згадки про села Василів (1230 р.) та Онут (1213 р.).
Заставнівщина була центром національно-патріотичних рухів на Буковині. Так в с. Товтри започаткувало свою діяльність товариство «Руська бесіда», яке об"єднало навколо себе палких поборників українства і з часом розширило свою сферу впливу на всю територію Буковини.

## Адміністративний устрій
Район адміністративно-територіально поділяється на 1 міську раду, 1 селищну раду та 32 сільські ради, які об'єднують 39 населених пунктів та підпорядковані Заставнівській районній раді.
Районним центром є містечко Заставна, в якому проживає 9 тисяч мешканців.

## Природно-заповідний фонд Заставнівського району

### Регіональні ландшафтні парки
Чернівецький (частина).

### Карстово-спелеологічні заказники
Чорнопотоцький (загальнодержавного значення), Юрківський карст.

### Ландшафтні заказники
Баламутівська стінка (частина), Кадубівська стінка (загальнодержавного значення), Совицькі болота (загальнодержавного значення), Товтрівська стінка (загальнодержавного значення).

### Іхтіологічні заказники
Василівська вирва, Митківський, Репужинські острови.

### Орнітологічні заказники
Дністровський.

### Ботанічні пам'ятки природи
Буково-дубова ділянка.

### Геологічні пам'ятки природи
Василівська стінка, Василівські водоспади, Водоспад «Дорошівецький», Водоспад «Кулівецький», Водоспад «Фалинський», Водоспад «Чорнопотоцький», Кадубівська лійка, Кісткові залишки слона південного, Митківська стінка, Одайський провал, Онутська стінка, Печера «Баламутівська» (загальнодержавного значення), Печера «Піонерка» (загальнодержавного значення), Печера «Руїна», Печера «Скитська», Печера «Фуштейка».

### Гідрологічні пам'ятки природи
Джерело «Вікно», Джерело «Хрещатик», Звенячинська мінеральна, Озеро «Бездонне».

### Карстово-спелеологічні пам'ятки природи
Карстова печера «Дуча», Печера «Пісочниця».

### Комплексні пам'ятки природи
Ржавинецьке болото.

### Заповідні урочища
Берда, Деревниця, Ділянка рідкісних рослин, Коцюба, Луківка, Мартинівське, Рукав, Хрещатицько-Звенячинське.

### Дендрологічні парки
Заставнівський.

### Парки-пам'ятки садово-паркового мистецтва
Вікнянський, Заставнівський.

## Економіка
Господарства району спеціалізуються на виробництві зерна, цукрових буряків та продукції тваринництва. За ними закріплено 46,6 тис. га сільськогосподарських угідь, у тому числі орної землі 40,2 тис. га, сіножатей — 0,7 тис. га, пасовищ — 3,4 тис. га, багаторічних насаджень — 2,3 тис. га, лісу 8,7 тис. га. Головні підприємства району — цукровий завод, комбінат будівельних матеріалів, маслозавод, комбікормовий завод, та 3 цегельні заводи.

## Транспорт
Територією району проходить автошлях E85.

## Населення
Розподіл населення за віком та статтю (2001):
| Стать | Всього | До 15 років | 15-24 | 25-44 | 45-64 | 65-85 | Понад 85 |
| --- | ------ | ----------- | ----- | ----- | ----- | ----- | -------- |
| Чоловіки | 26 071 | 5543        | 4078  | 7852  | 5441  | 3058  | 99       |
| Жінки | 30 188 | 5457        | 3878  | 7576  | 6841  | 6013  | 423      |
| \| Статево-вікова піраміда \| Статево-вікова піраміда \| Статево-вікова піраміда \| \| ----------------------- \| ----------------------- \| ----------------------- \| \| Чоловіки \| Вік \| Жінки \| \| 99 \| 85 + \| 423 \| \| 259 \| 80-84 \| 706 \| \| 544 \| 75-79 \| 1524 \| \| 1010 \| 70-74 \| 1781 \| \| 1245 \| 65-69 \| 2002 \| \| 1301 \| 60-64 \| 1956 \| \| 1044 \| 55-59 \| 1444 \| \| 1478 \| 50-54 \| 1714 \| \| 1618 \| 45-49 \| 1727 \| \| 2010 \| 40-44 \| 2046 \| \| 1839 \| 35-39 \| 1798 \| \| 2003 \| 30-34 \| 1806 \| \| 2000 \| 25-29 \| 1926 \| \| 1953 \| 20-24 \| 1916 \| \| 2125 \| 15-20 \| 1962 \| \| 2114 \| 10-14 \| 2075 \| \| 1902 \| 5-9 \| 1857 \| \| 1527 \| 0-4 \| 1525 \| |        |             |       |       |       |       |          |
| Статево-вікова піраміда |        |             |       |       |       |       |          |
| Чоловіки | Вік    | Жінки       |       |       |       |       |          |
| 99 | 85 +   | 423         |       |       |       |       |          |
| 259 | 80-84  | 706         |       |       |       |       |          |
| 544 | 75-79  | 1524        |       |       |       |       |          |
| 1010 | 70-74  | 1781        |       |       |       |       |          |
| 1245 | 65-69  | 2002        |       |       |       |       |          |
| 1301 | 60-64  | 1956        |       |       |       |       |          |
| 1044 | 55-59  | 1444        |       |       |       |       |          |
| 1478 | 50-54  | 1714        |       |       |       |       |          |
| 1618 | 45-49  | 1727        |       |       |       |       |          |
| 2010 | 40-44  | 2046        |       |       |       |       |          |
| 1839 | 35-39  | 1798        |       |       |       |       |          |
| 2003 | 30-34  | 1806        |       |       |       |       |          |
| 2000 | 25-29  | 1926        |       |       |       |       |          |
| 1953 | 20-24  | 1916        |       |       |       |       |          |
| 2125 | 15-20  | 1962        |       |       |       |       |          |
| 2114 | 10-14  | 2075        |       |       |       |       |          |
| 1902 | 5-9    | 1857        |       |       |       |       |          |
| 1527 | 0-4    | 1525        |       |       |       |       |          |

Заставнівщина заселена українцями (98 %). Крім того, проживають поляки і євреї (2 %), до Другої світової війни їх кількість становила 7,4 %. 
Національний склад населення за даними перепису 2001 року:
| Національність | Кількість осіб | Відсоток |
| -------------- | -------------- | -------- |
| українці       | 55733          | 99,06 %  |
| росіяни        | 335            | 0,60 %   |
| молдовани      | 55             | 0,10 %   |
| румуни         | 38             | 0,07 %   |
| поляки         | 29             | 0,05 %   |
| інші           | 71             | 0,13 %   |

Мовний склад населення за даними перепису 2001 року:
| Мова       | Кількість осіб | Відсоток |
| ---------- | -------------- | -------- |
| українська | 55821          | 99,22 %  |
| російська  | 334            | 0,59 %   |
| молдовська | 37             | 0,07 %   |
| румунська  | 23             | 0,04 %   |
| польська   | 12             | 0,02 %   |
| інші       | 34             | 0,06 %   |

Майже все населення займається хліборобством і тваринництвом. В районі проживає 51 211 осіб (на 1 лютого 2012 року).
Найбільші села — Веренчанка (4,3 тис. жителів), Ржавинці (3,5 тис. жителів), Кадубівці (3,3 тис. жителів). Інші села нараховують від 0,6 до 2 тис. жителів.

## Політика
25 травня 2014 року відбулися Президентські вибори України. У межах Заставнівського району було створено 39 виборчих дільниць. Явка на виборах складала — 67,75 % (проголосували 28 658 із 42 298 виборців). Найбільшу кількість голосів отримав Петро Порошенко — 56,26 % (16 124 виборців); Юлія Тимошенко — 23,27 % (6 668 виборців), Олег Ляшко — 11,09 % (3 179 виборців), Анатолій Гриценко — 2,20 % (631 виборців). Решта кандидатів набрали меншу кількість голосів. Кількість недійсних або зіпсованих бюлетенів — 1,04 %.

## Пам'ятки
На території Заставнівщини є ряд історико-архітектурних пам'яток. Серед них Хрещатицький чоловічий монастир, збудований в 1765 році, нині діючий.

## Особистості
У Заставнівському районі народилися та проживали ряд відомих та талановитих людей. Серед них — письменники Євгенія Ярошинська, Ірина Вільде, Дмитро Макогон, Іван Діброва, їларій та Володимир Карбулицькі, Іван Бажанський, Параска Амбросій, Володимир Михайловський (нині головний редактор газети «Буковина») та ін.
Громадські діячі: Є.Гакман — митрополит Буковини, В.Федак — український митрополит всієї Канади, Г.Ходоровський — посол в Індії, Г.Манчуленко — народний депутат України 3-х скликань.
Із Заставнівщини є ряд вихідців, які мають світове ім'я. Це художник із Заставни — М. Івасюк, вчений-фізик В. Шендеровський, знані в Америці архітектори — брати Корчмарики.